# Valerij Rjumin
Valerij Rjumin (in russo: Валерий Викторович Рюмин) (Komsomol'sk-na-Amure, 16 agosto 1939 – 6 giugno 2022) è stato un cosmonauta sovietico.

## Carriera
Decorato due volte come Eroe dell'Unione Sovietica. Sposò la cosmonauta Elena Vladimirovna Kondakova. Dal 1981 al 1989, Rjumin, è stato il direttore di volo della stazione spaziale Salyut 7 e della Mir